# Асмус Христина Ігорівна
Христина Ігорівна Асмус, при народженні М'ясникова (нар. 14 квітня 1988, Корольов, Московська область) — російська акторка театру і кіно. Відома роллю Варвари Чорноус в телесеріалі «Інтерни».

## Біографія
Народилася 14 квітня 1988 року в Калінінграді (нині Корольові) Московської області. Батько — Ігор Львович (нар. 30 березня 1959) закінчив Московський державний технічний університет імені М. Е. Баумана, працював інженером у ракетному центрі, нині бізнесмен. Мати — Рада Вікторівна Асмус (нар. 29 січня 1961) підробляла у двох місцях. У Христини також є три сестри: старші — Катерина (нар. 9 травня 1979) та Ольга (нар. 21 січня 1987) (обидві народилися в Саратові, де познайомилися Ігор та Рада) і молодша, Карина (нар. 2 вересня 1991). Троюрідна сестра — Олександра Тюфтей (нар. 3 жовтня 1986, Твер), акторка.
Дідусь по батькові — Лев Львович (нар. 7 грудня, Новокузнецьк — пом. 7 грудня 2021, там же) працював металургом, мав німецькі корені. Бабуся — Тетяна Іванівна (нар. 7 січня, Новокузнецьк — пом. 30 червня 2017, там же) працювала на швидкій допомозі. Дядько бабусі — Семен Арсенійович та дядько дідуся — Ігор Петрович воювали у радянсько-німецькій війні. Христина була недолюбленою дитиною, батьки часто били її. Дитинство Христини пройшло в Новокузнецьку.
У дитинстві складала міні-есе. Перший твір «Поклади ковбасу на хліб і відразу в рот — вийшов бутерброд...» було написано нею у 6 років.
В юнацтві займалася спортивною гімнастикою у школі «Дінамо», досягла ступеня кандидата в майстри спорту. Після гімнастики займалася танцями у студії в Підмосков'ї. Будучи школяркою, грала у виставі О. Махоніної «А зорі тут тихі…» (Женя Комелькова) у театрі «МЕЛ», а після закінчення школи — у виставі Н. Єрмакової «Портрет мадемуазель Таржі» (Фантін) у театрі юного глядача міста Корольова.
Акторкою вирішила стати у дитинстві, подивившись серіал «Дикий янгол» і став шанувальницею творчості Наталії Орейро. У 2005 році вступила до Школи-студії МХАТ на курс К. А. Райкіна, але навчання не склалося. У цьому ж році знялася у рекламі компанії Utel. У 2008 році вступила до Театрального училища ім. Щепкіна на курс Бориса Клюєва.
В 2004 році знялася у масовці серіалу Володимира Котта «Мисливець», який вийшов лише в 2006 році. На момент зйомок їй було 16 років. В 2008 році знялася у документальному серіалі «Зрозуміти. Вибачити». Дебютом акторки на екрані стала роль Варі Чорноус у комедійному серіалі 2010 року «Інтерни». Дебютом на великому екрані став фільм «Ялинки», потім була головна роль у фільмі «Попелюшка».
В 2011 році дебютувала в озвучуванні (мультфільм «Іван Царевич та Сірий Вовк»).
З 2012 року є акторкою Московського драматичного театру імені Єрмолової. Взимку 2013—2014 років перебувала у короткостроковій відпустці, пов'язаній із народженням доньки.  Наприкінці січня 2014 року повернулася на сцену. У 2013 році зіграла головну жіночу роль у фільмі «Дублер», у 2014 році — у фільмі «Легкий на спомин».
У серпні 2020 року виступила членом журі кінофестивалю «Короче». У вересні 2020 стала провідною реаліті-шоу «Золото Геленджика» на телеканалі «ТНТ».
З 2019 року є фігуранткою бази центру «Миротворець» як особа, що порушила державний кордон України та становить загрозу національній безпеці України. 14 вересня 2022 року суд припинив провадження у справі про дискредитацію Збройних сил РФ щодо Христини Асмус у зв'язку з відсутністю складу правопорушення.

## Особисте життя
Деякий час була у стосунках зі своїм однокурсником Віктором Степаняном. Пара розлучилася через завантаженість акторки на знімальному майданчику та бажання насамперед будувати кар'єру. У 2011 році акторка недовго зустрічалася з актором Олексієм Гавриловим, який зіграв роль Гоші в серіалі «Універ».
У 2013 році одружилася з шоуменом Гаріком Харламовим. 5 січня 2014 року народила дочку Анастасію у приватній клініці «Лапіно», де народилися діти Алли Пугачової та Максима Галкіна. 22 червня 2020 року пара оголосила про розлучення. 
Якийсь час була в стосунках із актором Романом Євдокимовим.

## Творчість

### Ролі в театрі
- «Портрет мадемуазель Таржі». Режисерка — Наталія Єрмакова — Фантін
- «Щасливий номер». Режисер — Михайло Церишенко
- «Дачники». Режисер — Євген Марчеллі — Юлія Пилипівна

#### «Театр імені М. Н. Єрмолової»
- «Язичники» (реж. Євген Каменькович) — донька
- «Гамлет. Прем'єра!» (реж. Валерій Саркісов) — Офелія
- «Ревізор» — Мар'я Антонівна
- «Качине полювання» — Галина
- «Текст» (реж. Максим Діденко) — Ніна Левковська, дівчина Петра Хазіна
- «Покровські ворота» (реж. Олег Меньшиков)[25] — Людочка
- «Леді Макбет» — Леді Макбет

### Фільмографія
- 2006 — «Мисливець» — дівчина на семінарі (7 серія, в титрах не вказана)
- 2008 — «Зрозуміти. Вибачити» — Анастасія Снітко, 17 років, племінниця Григорія Храпачова (404 серія «Тітка Ліля та два її чоловіка»)
- 2010—2013 — «Інтерни» — Варвара Чорноус
- 2010 — «Алібі на двох» — Саша Коробцова (2 і 3 серії «Повернення»)
- 2010 — «Ялинки» — дівчина із Швейцарії
- 2012 — «Попелюшка» — Маша Крапивина «Попелюшка»
- 2012 — «Синдром дракону» — Олександра Максимова, експертка, наукова співробітниця НДІ рідкісної книги
- 2013 — «Дублер» — Даша, помічниця Ігоря Успенського
- 2013 — «Що творят чоловіки?» — Света / сектантка
- 2013 — «НеZлоб» — камео
- 2014 — «Легкий на спомин» — Ліза, флоріст, кохана Павла Басова
- 2015 — «А зорі тут тихі» — Галя Четвертак
- 2016 — «Чемпіони: Швидше. Високо. Сильніше» — гімнастка Світлана Хоркіна
- 2016 — «Психи» — Майя, дівчина-готеса
- 2016 — «Таємниця кумира» — Ольга Торрес
- 2019 — «Текст» — Ніна Левковська, дівчина Петра Хазіна
- 2020 — «Герой за викликом» — Єлізавета Леонова
- 2020 — «Текст. Реальність» — Ніна Левковська, дівчина Петра Хазіна
- 2021 — «Китобій» — «Hollysweet_279», дівчина з відеочату
- 2022 — «Булки» — Таня Бабаніна
- 2022 — «Своя війна. Шторм в пустелі» — Альона, дружина Івана
- 2022 — «Хочу заміж» — Любов Юдіна, телеведуча
- 2022 — «Люся» — Ніна
- 2022 — «Тітка Марта» — Ольга Вікторівна, вчителька Марти
- 2022 — «Грудень» — Єлизавета Устинова
- 2022 — «А зараз реклама!» — камео
- 2023 — «РАЙцентр» — Милка
- 2023 — «Сансара» — Надя, Віра
- 2024 — «Обидві дві» — Аня
- 2024 — «Він» — Ксюша
- 2024 — «Тітка Марта» (2 сезон) — Ольга Вікторівна, вчителька Марти

### Дубляж
- 2012 — «Зберігання снів» — зубна фея (Айла Фішер)
- 2014 — «Оз: Повернення до Смарагдового міста» — Глінда (Бернадетт Пітерс)
- 2014 — «Переполох у джунглях» — Саша (Джесіка ДіЧікко)
- 2018 — «Пси під прикриттям» — Дейзі (Джордін Спаркс)

### Озвучування
- 2011 — «Іван Царевич та Сірий Вовк» — Білочка

### Телебачення
- 2010 — «Їж і худий!» — учасниця[26]
- 2011 — «Зарядка зі зірками» — гість[27]
- 2011 — «Випуск ТСН-Особливе: Пікантні новини дня» — об'єкт історії[28]
- 2011 — «Неймовірна правда про зірки» — об'єкт історії[29]
- 2011 - «Неділя з Кварталом-95» — учасниця (з Іллею Глінніковим)[30]
- 2012 — «Олів'є-шоу» («Велика різниця», пародія на казку «12 місяців») — падчерка[31]
- 2012 — «Жорстокі ігри» — учасниця
- 2012—2019 — «Comedy Club» — гостя
- 2012 — «Танці з зірками» — учасниця (з Артемом Ляліним)
- 2013 — «Нереальна історія» — Меріан Гуд, кохана та дружина Робіна Гуда
- 2013—2020 — «Вечірній Ургант» — гостя
- 2014 — «Льодовиковий період» — учасниця (з Олексієм Тихоновим)
- 2016 — «Без страховки» — учасниця (з Юрієм Тюкіним)
- 2020 — «Золото Геленджика» — ведуча (з Іваном Охлобистиним і Тимуром Родрігезом)

### Зйомки в кліпах
- 2010 — «Серце» («Небезпечні»)[32]
- 2013 — «Ла-ла-ла» (Влад Соколовський)[33]
- 2019 — «Love is» (Єгор Крід)[34]

### Зйомки в рекламі
- 2005 — Utel
- 2010 — Fairy (Про Петрових на чистоту)
- 2011 — Білайн
- 2011 — Активіа
- 2011 — Cooler
- 2012 — Samsung Galaxy S III Mini
- 2019 — Lamoda
- 2019 — Avon

### Модель
- 2010 — модель журналу «ТВ-програма Сім» у сукні anNAIVanova
- 2010 — модель журналу «Maxim», жовтень 2010
- 2011 — модель журналу «Hello» у сукні «Versace» та кільцях «Roberto Cavalli»
- 2011 — модель журналу «Спосіб життя» в сукнях Slada Fashion.

### Признання
- 2013 — Премія Fashion People Awards в номінації «Fashion акторка».
- 2011 — «ТВ-акторка року» за версією журналу Glamour.
- 2010 — «Найсексуальніша жінка Росії» за версією журналу «Maxim».